# Клеон (раб)
Клеон (рік народження невідомий, Кілікія — 132 р. до н. е., Сицилія) — кілікієць, поневолений римлянами для рабської праці на Сицилії.
Під час Першого Сицилійського повстання рабів (136—132 рр. до н. е.), очоленого Евном, був полководцем («генералом») повстанців. Убитий 131 р. до н. е.

## Опис
Клеон був захоплений у полон у Кілікії (на південному сході сучасної Туреччини) та доставлений на Сицилію, де був примушений до рабської праці. У 135 р. до н. е. очолив військо посталих рабів, лідером яких був інший раб — Евн (після перших перемог прийняв ім'я Антіох на честь царів рідної Сирії). Як полководець, Клеон керував партизанською армією, чисельність якої, за оцінками Тіта Лівія та Оросія, сягала 70 тисяч осіб. Постання було придушене римськими військами 132 року до н. е.

## У культурі
Ім'я Клеон (Клеон Великий) носить персонаж серії книг «Пісня льоду й полум'я» — раб-м'ясник, який влаштував державний переворот та став королем Астапора.